# Lampetis bayeti
Lampetis bayeti es una especie de escarabajo del género Lampetis, familia Buprestidae. Fue descrita científicamente por Théry en 1937.